# HD 122866
HD 122866，又名BD+51 1889，SAO 28989、HR 5280，是一颗恒星，视星等为6.15，位于銀經98.11，銀緯62.57，其B1900.0坐标为赤經13h 59m 16.4s，赤緯+51° 62.57′ 10″。